# (523736) 2014 QA442
(523736) 2014 QA442 ist ein großes transneptunisches Objekt im Kuipergürtel, das bahndynamisch als nahes oder erweitertes Scattered Disk Object (SDO oder DO) oder als Cubewano (CKBO) eingestuft wird. Aufgrund seiner Größe gehört der Asteroid möglicherweise zu den Zwergplanetenkandidaten.

## Entdeckung
2014 QA442 wurde zuerst am 8. September 2010 von einem Astronomenteam im Rahmen des Pan-STARRS-Projekts am Haleakalā-Observatoriums (Maui) entdeckt, er erhielt die provisorische Bezeichnung 2010 TR19. Einige Zeit galt 2010 TR19 als verloren gegangener Zentaur, von dem man annahm, dass er ein Perihel von etwa 11 AE hat. Wegen seiner großen absoluten Helligkeit von 5,3 mag bestand die Möglichkeit, dass er sogar größer als der damals verloren gegangene Zentaur 1995 SN55 ist. Am 16. August 2014 wurde dann der Planetoid 2014 QA442 entdeckt. Im Juni 2017 wurde überraschend erklärt, dass 2010 TR19 und 2014 QA442 derselbe Planetoid ist, allerdings kein Zentaur, sondern ein gewöhnlicher transneptunischer Kuipergürtel-Planetoid. Er erhielt am 25. September 2018 von der IAU die Kleinplaneten-Nummer 523736.
Der Beobachtungsbogen des Planetoiden beginnt mit der offiziellen Entdeckungsbeobachtung am 8. September 2010. Seither wurde der Planetoid durch verschiedene erdbasierte Teleskope beobachtet. Im Oktober 2018 lagen insgesamt 92 Beobachtungen über einen Zeitraum von 8 Jahren vor. Die bisher letzte Beobachtung wurde im November 2018 am Purple Mountain-Observatorium (China) durchgeführt. (Stand 18. März 2019)

## Eigenschaften

### Umlaufbahn
2014 QA442 umkreist die Sonne in 282,97 Jahren auf einer leicht elliptischen Umlaufbahn zwischen 35,27 AE und 50,93 AE Abstand zu deren Zentrum. Die Bahnexzentrizität beträgt 0,182, die Bahn ist 27,40° gegenüber der Ekliptik geneigt. Derzeit ist der Planetoid 35,60 AE von der Sonne entfernt. Das Perihel durchläuft er das nächste Mal 2029, der letzte Periheldurchlauf dürfte also im Jahre 1746 erfolgt sein.
Marc Buie (DES) klassifiziert den Planetoiden als nahes (SDO) oder erweitertes SDO (ESDO bzw. DO), während vom Minor Planet Center keine spezifische Einstufung existiert; letzteres ordnet ihn als Nicht-SDO und allgemein als «Distant Object» ein. Das Johnston’s Archive führt ihn dagegen als Cubewano auf, wobei er zu den bahndynamisch «heißen» klassischen KBO gehören würde.

### Größe
Derzeit wird von einem Durchmesser von 358 km ausgegangen, basierend auf einem Rückstrahlvermögen von 8 % und einer absoluten Helligkeit von 5,7 m. Ausgehend von diesem Durchmesser ergibt sich eine Gesamtoberfläche von etwa 403.000 km2. Die scheinbare Helligkeit von 2014 QA442 beträgt 21,19 m.
Da es denkbar ist, dass sich 2014 QA442 aufgrund seiner Größe im hydrostatischen Gleichgewicht befindet und somit weitgehend rund sein könnte, erfüllt er möglicherweise die Kriterien für eine Einstufung als Zwergplanet. Mike Brown geht davon aus, dass es sich bei 2014 QA442 um vielleicht einen Zwergplaneten handelt.
| Jahr                                         | Abmessungen km | Quelle   |
| -------------------------------------------- | -------------- | -------- |
| 2018                                         | 352,0          | Johnston |
| 2018                                         | 358,0          | Brown    |
| Die präziseste Bestimmung ist fett markiert. |                |          |